# Juan Andrés
Pour les articles homonymes, voir Juan Andrés (homonymie) et Andrés.
Juan Andrés y Morell, né à Planes (province d'Alicante, Espagne) le 15 février 1740 et décédé à Rome le 12 janvier 1817, fut un prêtre jésuite et érudit espagnol, professeur, humaniste chrétien, créateur de l’'Histoire de la Littérature universelle et comparée' (soit, en d'autres termes, l'Histoire universelle des Lettres et des Sciences). Il est l'un des principaux auteurs de l'École universaliste espagnole du XVIIIe siècle.

## Biographie
Considéré fréquemment comme la principale figure de l’École Universaliste Espagnole du XVIIIe siècle, Juan Andrés fut pourtant ignoré au cours de la seconde moitié du XIXe siècle et une grande partie du XXe siècle, comme s’il s’agissait d’un simple érudit. Cela s’explique par différentes raisons, des circonstances, le hasard des choses mais aussi des motifs sectaires et des questions d'intérêt.
Juan Andrés y Morell entre dans la Compagnie de Jésus le 24 novembre 1754 à Tarragone. Il se trouve, au noviciat, en compagnie de Joseph Pignatelli. A la fin de sa formation spirituelle et intellectuelle le jeune Juan est ordonné prêtre en 1762, à Valence. Au terme de sa formation initiale il est envoyé comme professeur de rhétorique et de poésie à l'université de Gandie. 
En 1763, la Compagnie de Jésus ayant été expulsée d'Espagne, il partit en exil en Italie, à Ferrare tout d'abord puis dans le Palais de Mantoue où il fut accueilli par le marquis Bianchi. Le père Andrés fit sa profession religieuse définitive en aout 1773, quelques jours avant la suppression universelle de la Compagnie de Jésus. Il resta à Ferrare plus de 20 ans, jusqu’à l’arrivée des troupes de Napoléon, et profita de ce long séjour pour créer la plus grande partie de son œuvre.
Andrés, écrivain en espagnol, italien et latin, est l'auteur de Cartas familiares (Viaje de Italia) (Madrid et Valence, 1786-1800), un long essai épistolaire de tradition humanistique. L'essai fut rédigé comme un livre du genre de voyage italien à travers un itinéraire scientifique, artistique et, en particulier, bibliographique.
Il est par ailleurs l'auteur d'une vaste 'histoire de la littérature universelle' dans laquelle il fait l'éloge du discours préliminaire de l'Encyclopédie de Jean d'Alembert. Il y révèle un grand attachement à la culture gréco-latine classique.
La pensée encyclopédique de Juan Andrés, ancrée dans l’Illustration néoclassique et empiriste tardive, répond à une solide tradition espagnole-italienne que l'on retrouva aussi chez d'autres Jésuites comme Lorenzo Hervás, initiateur de la linguistique universelle et comparée, et Antonio Eximeno, théoricien de la musique et comparatiste. Ensemble ils forment le noyau de l’École universaliste espagnole du XVIIIe siècle.
Le raisonnement de Juan Andrés, exprimé pour la première fois dans Prospectus Philosophiae Universae (1773), acquiert de nos jours un nouveau sens à la lumière de la globalisation actuelle.

## Reconnaissance

### Bicentenaire 2017: «Année Juan Andrés»
En 2017, à l'occasion du bicentenaire de la mort de Juan Andrés, différentes études et éditions de ses ouvrages ont été réalisées et des activités académiques de reconnaissance scientifique sur l’auteur et plus généralement sur l’École universaliste du XVIIIe siècle.
"Juan Andrés et l’École universaliste espagnole" ont fait l’objet d’une grande exposition bibliographique à la Bibliothèque historique de l’Université Complutense de Madrid, réalisée en collaboration avec l’agence AECID (Ministère des affaires étrangères). Une série d'ouvrages commémoratifs venant s'ajouter à des travaux précédents a également été publiée.

### Ouvrages commémoratifs
- Juan Andrés y la Escuela Universalista Española, P. Aullón de Haro, F. Pérez Herranz et alii, vol. monographique de Eikasia. Revista de Filosofía, vol. 81 (2018). Disponible en ligne[9].
- La Ilustración Hispánica, Araceli García Martín (éd.), Madid, AECID, 2018[10].
- Histoire de la théorie de la musique, de Juan Andrés: édition établie par A. Hernández Mateos, Traduction de Evelyne Toccut, Casimiro livres, 2018.
- Histoire générale des sciences et de la littérature depuis les temps antérieurs à l'histoire grecque jusqu’à nos jours, de Juan Andrés: J. Pérez Bazo (éd.), Toulouse, PUM, 2018.
- Juan Andrés y la Escuela Universalista Española, P. Aullón de Haro et J. García Gabaldón (éds.), Madrid, Ediciones Complutense, 2017.
- Napoli, P. Aullón de Haro et D. Mombelli (eds.), Madrid, Casimiro, 2017.
- Historiografía y Teoría de la Historia del Pensamiento, la Literatura y el Arte, "In memoriam Juan Andrés y la Escuela Universalista Española del Siglo XVIII", P. Aullón de Haro (éd.), Madrid, Dykinson, 2015.
- Metodologías comparatistas y Literatura comparada, “In memoriam Juan Andrés y Lorenzo Hervás”, P. Aullón de Haro (éd.), Madrid, Dykinson, 2012.
- Teoría del Humanismo, “In memoriam Juan Andrés”, P. Aullón de Haro (ed.), Madrid, Verbum (Col. Verbum Mayor), 2010, 7 vols. Disponible en ligne[11].
- Epistolario, éd. de Livia Brunori, Valencia, Generalitat Valenciana, 2006, 3 vols.
- Juan Andrés y la teoría comparatista, P. Aullón de Haro, S. Navarro Pastor et J. García Gabaldón (éds.), Valencia, Biblioteca Valenciana, 2002.

### Prix Juan Andrés d’essai et de recherche en sciences humaines
Concept et programme du Prix: Le Prix constitue un hommage académique destiné à préserver et diffuser l’œuvre et la pensée de Juan Andrés et de l’École universaliste espagnole du XVIIIe siècle.
Créé en 2010 et soutenu par le Groupe de recherche « Humanismo-Europa » et l’Institut Juan Andrés de comparatistique et de globalisation, le Prix est attribué tous les ans à un travail innovant dans le cadre humanistique pour l’objet d’étude, la méthode ou les résultats. Le Prix implique la reconnaissance intellectuelle, la publication du travail et sa promotion académique,.

## Ouvrages fondamentaux de Juan Andrés
- Prospectus philosophiae universae Publicae disputationi propositae in Templo Ferrariensi P. P. Societatis Jesu Anno 1773..., Ferrara, Josepho Rinaldi Typographo, 1773.

- Dell’origine, progressi e stato attuale d’ogni letteratura, Parma, Stamperia Reale, 1782-1799, 7 vols. +1 de Addenda (Parma, Tipografía Ducale Bodoni, 1822; Roma, 1808-1817, 9 vols.; et six autres éditions); Origen, progresos y estado actual de toda la literatura, Trad. de Carlos Andrés, Madrid, Antonio de Sancha, 1784-1806, 8 vols.; ÉDITION FRANÇAISE: Histoire générale des sciences et de la littérature depuis les temps antérieurs à l'histoire grecque jusqu’à nos jours. Trad. de J.E. Ortolani, París, Imprimerie Impériale, 1805 [seul le premier volume]; ÉDITION CRITIQUE: Origen, progresos y estado actual de toda la literatura, Trad. de Carlos Andrés (vols. I-V) y S. Navarro Pastor (vol. VI), dir. por Pedro Aullón de Haro, eds. J. García Gabaldón, S. Navarro Pastor, C. Valcárcel, Madrid, Verbum (Col. Verbum Mayor), 1997-2002, 6 vols.

- La Literatura Española del siglo XVIII, éd. et trad. de D. Mombelli, Madrid, Instituto Juan Andrés, 2017. (Édition italienne originale, 1804)[14].

- Cartas familiares del abate D. Juan Andrés a su hermano D. Carlos Andrés, dándole noticia del viage que hizo a varias ciudades de Italia en el año 1785, publicadas por el mismo D. Carlos, Madrid, Antonio de Sancha, 1786-1793, et Valencia, 1800, 5 vols. ÉDITION CRITIQUE: Cartas familiares, dir. P. Aullón de Haro, Madrid, Verbum, 2004, 2 vols.

- Furia. Disertación sobre una inscripción romana, éd. de P. Aullón de Haro et Davide Mombelli, Madrid, Instituto Juan Andrés, 2017[15].

- Estudios Humanísticos, éd. de P. Aullón de Haro, E. Crespo, J. García Gabaldón, D. Mombelli, F.J. Bran, Madrid, Verbum (Col. Verbum Mayor), Madrid, 2017.

- La figura de la Tierra, éd. de C. Casalini y D. Mombelli, Madrid, Casimiro, 2017.

- La Literatura Española del siglo XVIII, éd. de D. Mombelli, Madrid, Instituto Juan Andrés, 2017.

- Historia de la teoría de la Música, ed. de Alberto Hernández Mateos, Madrid, Casimiro, 2017. ÉDITION FRANÇAISE: Histoire de la théorie de la musique, éd. de Alberto Hernández Mateos, trad. Evelyne Tocut, Madrid-París, Casimiro livres, 2018.

- Estudios Científicos, éd. de P. Aullón de Haro et D. Mombelli, Madrid, Verbum (Col. Verbum Mayor), 2019.

- Histoire générale des sciences et de la littérature depuis les temps antérieurs à l'histoire grecque jusqu'à nos jours par Juan Andrés ; étude préliminaire de Javier Pérez Bazo ; édition de Sylvie Baulo et Renaud Cazalbou ; traduit de l'italien par Giuseppe Emanuele Ortolani. Toulouse, Presses universitaires du Midi, 2020. Collection Méridiennes.

- La Biblioteca Real de Nápoles, éd. de P. Aullón de Haro, F. J. Bran et D. Mombelli, Madrid, Instituto Juan Andrés, 2020.